# باشگاه فوتسال چارباخ یروان
باشگاه فوتسال چارباخ یروان (انگلیسی: Charbakh Yerevan Futsal Club) یک باشگاه فوتسال حرفه‌ای در ارمنستان می‌باشد که در لیگ برتر فوتسال ارمنستان حضور دارد. این باشگاه در شهر ایروان مستقر می‌باشد و در سال ۲۰۱۵ در ناحیه شنگاویت ایروان بنیانگذاری شده‌است. این باشگاه بازی‌های خانگی خود را در ورزشگاه سرپوشیده میکا برگزار می‌کند.

## فصل به فصل
| فصل     | رده | دسته     | مقام |
| ------- | --- | -------- | ---- |
| ۲۰۱۵–۱۶ | ۱   | لیگ برتر | ۲ام  |
| ۲۰۱۶–۱۷ | ۱   | لیگ برتر | ۲ام  |
| ۲۰۱۷–۱۸ | ۱   | لیگ برتر |      |